# New Zealand Cycle Classic
A New Zealand Cycle Classic (em português: Clássica Ciclista da Nova Zelândia) são duas carreiras ciclistas por etapas neozelandesas tanto masculina como feminina, que se disputam na região de Wellington e seus arredores no mês de janeiro, fevereiro ou março.
A masculina foi criada em 1988 como carreira amador tanto em 1999, 2001 e 2004 foi profissional dentro da categoria 2.5 (última categoria do profissionalismo). Durante os anos 1988-2000 e 2002-2003 foi uma carreira amador por isso a maioria dos seus ganhadores têm sido neozelandeses. Desde a criação dos Circuitos Continentais da UCI em 2005 faz parte do UCI Oceania Tour, dentro a categoria de 2.2 (igualmente última categoria do profissionalismo). Em 2006 chamou-se Trust House Cycle Classic, ainda que o seu nome tradicional sempre tem sido Tour de Wellington, mudando em 2012 ao nome actual.
Em suas últimas edições consta de cinco ou seis etapas todas elas disputadas na região de Wellington no entanto em 2012 e 2013 se disputou na região próxima de Manawatu-Wanganui com todas as etapas com início e final em Palmerston North, daí a mudança de nome.
Tem sido amplamente dominada por ciclistas locais, aliás o ciclista que mais vezes se impôs tem sido o local Brian Fowler, com quatro vitórias consecutivas.

## Tour da Nova Zelândia Feminino
Em 2005 criou-se um Tour da Nova Zelândia Feminino, chamado oficialmente entre 2005 e 2008 simplesmente Tour of New Zealand e desde 2009 Women's Tour of New Zealand. Disputava-se um mês depois que a masculina até ao seu desaparecimento em 2013.
Sempre esteve catalogada de categoria 2.2 (última categoria do profissionalismo).
Teve entre 4 e 6 etapas e ao igual que a masculina muitas das suas edições se disputaram em Wellington e seus arredores, sendo em muitas ocasiões as mesmas etapas em ambas provas.

## Palmarés

### Masculino
| Ano                               | Vencedor           | Segundo           | Terceiro           |
| --------------------------------- | ------------------ | ----------------- | ------------------ |
| Tour de Wellington edições amador |                    |                   |                    |
| 1988                              | Darren Rush        |                   |                    |
| 1989                              | Brian Fowler       |                   |                    |
| 1990                              | Brian Fowler       |                   |                    |
| 1991                              | Brian Fowler       |                   |                    |
| 1992                              | Brian Fowler       |                   |                    |
| 1993                              | Clark Richards     |                   |                    |
| 1994                              | Ric Reid           |                   |                    |
| 1995                              | Robbie McEwen      |                   |                    |
| 1996                              | Ric Reid           |                   |                    |
| 1997                              | Corey Sweet        |                   |                    |
| 1998                              | Hayden Bradbury    |                   |                    |
| edições profissionais             |                    |                   |                    |
| 1999                              | Julian Dean        | Cory Williams     | Warren Clarke      |
| 2000                              | Brendon Vesty      | Bryce Shapley     | Bart Hickson       |
| 2001                              | Christopher Jenner | Graeme Miller     | Brendon Vesty      |
| 2002                              | Robin Reid         | Hayden Roulston   | Bryce Shapley      |
| 2003                              | Matthew Yates      | Geoffrey Burndred | Timothy Gudsell    |
| 2004                              | Eric Wohlberg      | Robin Reid        | Charles Dionne     |
| 2005                              | Matthew Lloyd      | Fraser MacMaster  | Peter Latham       |
| Trust House Cycle Classic         |                    |                   |                    |
| 2006                              | Hayden Roulston    | Timothy Gudsell   | Evan Oliphant      |
| Trust de Wellington               |                    |                   |                    |
| 2007                              | Hayden Roulston    | Craig McCartney   |                    |
| 2008                              | Travis Meyer       | Robin Reid        | David Pell         |
| 2009                              | Peter McDonald     | Jeremy Vennell    | Tim Roe            |
| 2010                              | Michael Torckler   | Lachlan Norris    | Jay Thomson        |
| 2011                              | George Bennett     | Patrick Lane      | James Williamson   |
| New Zealand Cycle Classic         |                    |                   |                    |
| 2012                              | Jay McCarthy       | Darren Lapthorne  | Campbell Flakemore |
| 2013                              | Nathan Earle       | Benjamin Dyball   | William Walker     |
| 2014                              | Michael Vink       | James Oram        | Adam Phelan        |
| 2015                              | Taylor Gunman      | Jason Christie    | Dion Smith         |
| 2016                              | Ben O'Connor       | Mark O'Brien      | Stephen Williams   |
| 2017                              | Joseph Cooper      | Logan Griffin     | James Oram         |
| 2018                              | Hayden McCormick   | Ian Bibby         | Robert Stannard    |
| 2019                              | Aaron Gate         | Jesse Featonby    | Jay Vine           |
| 2020                              | Rylee Field        | Aaron Gate        | Corbin Strong      |
| 2021                              | Corbin Strong      | Finn Fisher-Black | Aaron Gate         |
| 2022                              | Mark Stewart       | Ollie Jones       | Laurence Pithie    |
| 2023                              | James Oram         | Josh Burnett      | Adne van Engelen   |
| 2024                              | Aaron Gate         | Elliot Schultz    | Ollie Jones        |

### Feminino
| Ano                            | Ganhadora          | Segunda            | Terça            |
| Tour da Nova Zelândia          |                    |                    |                  |
| ------------------------------ | ------------------ | ------------------ | ---------------- |
| 2005                           | Catherine Cheatley | Katie Brown        | Miho Oki         |
| 2006                           | Sarah Ulmer        | Priska Doopmann    | Trixi Worrack    |
| 2007                           | Judith Arndt       | Leigh Obson        | Lorian Graham    |
| 2008                           | Kristin Armstrong  | Oenone Wood        | Erinne Willock   |
| Tour da Nova Zelândia Feminino |                    |                    |                  |
| 2009                           | Amber Halliday     | Min Gao            | Lang Meng        |
| 2010                           | Shelley Olds       | Amber Neben        | Tiffany Cromwell |
| 2011                           | Judith Arndt       | Catherine Cheatley | Ruth Corset      |
| 2012                           | Evelyn Stevens     | Shara Gillow       | Taryn Heather    |
| 2013-1014                      | Não se disputou    | Não se disputou    | Não se disputou  |
| 2015                           | Tayler Wiles       | Megan Guarnier     | Evelyn Stevens   |

## Palmarés por países
| País          | Vitórias |
| ------------- | -------- |
| Nova Zelândia | 21       |
| Austrália     | 10       |
| França        | 1        |
| Canadá        | 1        |

| País           | Vitórias |
| -------------- | -------- |
| Estados Unidos | 4        |
| Nova Zelândia  | 2        |
| Alemanha       | 2        |
| Austrália      | 1        |